# Шарабура Сергій Володимирович
Сергій Володимирович Шарабура (нар. 19 серпня 1975, Спаськ-Дальній, РРФСР) — радянський та український футболіст, нападник.

## Кар'єра гравця
Займатися футболом розпочав у 1982 році в ДЮСШ «Суднобудівник», перші тренери — Іван Личко, Анатолій Чуніхін. У 1991 році дебютував в дорослій миколаївській команді, вийшовши на заміну в матчі з «Зарею» (Бєльці, 7:1). 6 червня 1992 року зіграв перший матч у вищій лізі чемпіонату України («Чорноморець», 1:2).
У 1996 році за сприяння тренера СК «Миколаїв» Євгена Кучеревського переїхав у клуб першої російської ліги «Зірка» (Іркутськ), потім деякий час грав у другій лізі за «Селенгу». У 1998 році повернувся до Миколаєва, щоб закінчити навчання в педінституті.
Кар'єру продовжив у «Херсоні» під керівництвом Сергія Шевченка, який зіграв понад 100 матчів за «Суднобудівник». У команді провів 4 сезони.
У 2002 році перейшов у миколаївський «Водник». З командою пройшов шлях від чемпіонату області до другої ліги чемпіонату України. Ставав бронзовим призером аматорського чемпіонату України (2002). Після розформування клубу, проодовжив виступи в аматорських колективах Миколаївської та сусідньої Одеської областей («Динамо» Цюрюпинськ, «Мир» Горностаївка, «Торпедо» Миколаїв, «Ятрань» Миколаїв, «Іван» Одеса, «Славія» Баштанка, «Таврія» Новотроїцьке та «Скіф-Центр» Миколаїв). У 2006 році в складі одеського «Івана» брав участь у матчах розіграшу Кубку регіонів УЄФА. У складі миколаївського «Торпедо» — срібний призер аматорського чемпіонату (2008) та фіналіст аматорського Кубку (2007).

## Особисте життя
Син, Микита, також професіональний футболіст, виступає за сімферопольську «Таврію».